# The Future Sound of London
The Future Sound of London (znany także pod akronimem FSOL) – brytyjski zespół muzyki elektronicznej, w którego skład wchodzą Garry Cobain i Brian Dougans. FSOL powstał w Manchesterze w połowie lat 80. XX w.

## Inne nazwy zespołu
- Aircut
- Amorphous Androgynous
- Art Science Technology
- Candese
- Deep Field
- Dope Module
- EMS:Piano
- Heads of Agreement
- Homeboy
- Humanoid
- Indo Tribe
- Intelligent Communication
- Mental Cube
- Metropolis
- Part-Sub-Merged
- Q
- Semtex
- Semi Real
- Six Oscillators In Remittance
- Smart Systems
- T.Rec
- The Far-out Son Of Lung
- The Orgone Accumulator
- Unit 2449
- Yage
- Yunie
- Zeebox

## Dyskografia

### Albumy
- 1989 – Global (jako Humanoid)
- 1991 – Accelerator
- 1992 – Earthbeat
- 1993 – Tales of Ephidrina (jako Amorphous Androgynous)
- 1994 – Lifeforms
- 1994 – ISDN
- 1996 – Dead Cities
- 2002 – The Isness (jako Amorphous Androgynous, z wyjątkiem w USA) (2002
- 2003 – Eurotechno (jako Stakker)
- 2005 – Alice in Ultraland (jako Amorphous Androgynous)
- 2006 – Teachings from the Electronic Brain
- 2007 – From the Archives Vol. 1
- 2007 – From the Archives Vol. 2
- 2007 – From the Archives Vol. 3
- 2007 – Zeebox 1984-1987 Vol. 1 (jako Zeebox)
- 2007 – Zeebox 1984-1987 Vol. 2 (jako Zeebox)
- 2007 – Hand-Made Devices (jako Polemical)
- 2007 – 4 Forest (jako Part-Sub-Merged)
- 2007 – The San Monta Tapes (jako Heads of Agreement)
- 2007 – Environments
- 2007 – Your Body Sub Atomic (jako Humanoid)
- 2007 – By Any Other Name (jako FSOL, Mental Cube, Indo Tribe, Dope Module, Yage oraz Smart Systems)
- 2007 – The Pulse (jako FSOL, Indo Tribe, Smart Systems, Yage oraz Mental Cube)
- 2008 – From the Archives Vol. 4
- 2008 – The Peppermint Tree And Seeds of Superconsciousness (jako Amorphous Androgynous)
- 2008 – The Woodlands of Old (jako Yage)
- 2008 – From the Archives Vol. 5
- 2008 – Environments II
- 2010 – Environments 3

### Single, minialbumy
- 1988 – Q
- 1988 – Crystals (Brian Dougans)
- 1988 – Stakker Humanoid (jako Humanoid)
- 1988 – Stakker Humanoid (Part 2) (jako Humanoid)
- 1989 – Slam (jako Humanoid)
- 1989 – Tonight (jako Humanoid featuring Sharon Benson)
- 1989 – The Deep (jako Humanoid)
- 1990 – The Tingler (jako Smart Systems)
- 1990 – AST (jako Art Science Technology)
- 1990 – Mental Cube EP (jako Mental Cube)
- 1991 – So This Is Love (jako Mental Cube)
- 1991 – Principles of Motion EP (jako Intelligent Communication)
- 1992 – Papua New Guinea (single)|Papua New Guinea
- 1992 – Fuzzy Logic EP (jako Yage)
- 1992 – Stakker '92 (jako Humanoid)
- 1992 – People Livin' Today (jako Semi-Real)
- 1992 – Metropolis (jako Metropolis)
- 1993 – Liquid Insects (jako Amorphous Androgynous)
- 1993 – Cascade
- 1994 – Lifeforms (feat. Elizabeth Fraser)
- 1994 – Expander
- 1994 – The Far-Out Son of Lung and the Ramblings of a Madman
- 1995 – ISDN (Remix)
- 1996 – My Kingdom
- 1997 – We Have Explosive
- 2001 – Papua New Guinea 2001
- 2002 – The Mellow Hippo Disco Show (jako Amorphous Androgynous)
- 2003 – Divinity (jako Amorphous Androgynous)